# Carrozzeria Scioneri
La Carrozzeria Scioneri est une ancienne entreprise créatrice de carrosseries fuoriserie italienne dont le siège était à Savillan dans la province de Coni, région du Piémont. Créée en 1943 par Antonio Scioneri, elle arrête son activité en 1984. 

## Histoire
Antonio Scioneri a commencé son activité professionnelle comme apprenti à la Carrozzeria Vittoria puis chez Fissore de 1928 à 1943. Entre la fin de 1943 et le début de 1944, il réussit à devenir indépendant et ouvre son propre atelier dans la ville de Savillan, dans la région du Piémont, sous le nom de " Scioneri Carrozzeria Automobili » où il réalise des travaux en sous-traitance pour ses deux anciens employeurs, tous deux engagés dans la production de cabines pour les camions militaires Fiat V.I. et Lancia.
À son origine, l'entreprise est spécialisée dans la fabrication de composants mécaniques pour les appareils ménagers blancs, réfrigérateurs, machines à laver le linge et la vaisselle, etc. Ce n'est qu'en 1951 que son activité se tourne aussi vers la construction automobile. Elle se contente dans un premier temps de petites élaborations, notamment des breaks basés sur la Fiat 1100 et en 1953, avec un coupé, toujours sur la base de la Fiat 1100.
Un véritable tournant intervient en 1955 avec le lancement de la Fiat 600. Antonio Scioneri se rend compte qu'il existe un important marché, en Italie, pour les voitures légèrement différentes des modèles de base Fiat, extrêmement standardisées avec des délais de livraison très longs en raison de leur grand succès. Il organise, pour son compte, un réseau de vente indépendant, composé de petits concessionnaires de province, et parvient, moyennant un petit supplément, à proposer des voitures avec des éléments de design personnalisés, des finitions plus élaborées et des délais de livraison plus rapides.
En 1956, alors qu'il était encore très jeune, Renato, le fils d'Antonio Scioneri, intègre l'entreprise familiale. Bon vendeur, il donne une forte impulsion à ce type de modèles. La formule fonctionne très bien et est étendue à une large partie de la gamme Fiat - 500, 600 Multipla et 1100 - et parfois aussi à Alfa Romeo Giulietta (1954) et Lancia Appia, bien que ces dernières soient plus une initiative promotionnelle des constructeurs respectifs.
En 1957, la société dévoile au Salon de l'automobile de Turin un modèle de sa conception dérivé de la Fiat 1100-103 et dont la caractéristique principale est sa ligne de carrosserie particulière, à mi distance entre une berline traditionnelle et un coupé. Scioneri présente également la Fiat 600 versions 4 portes et giardiniera.
En 1962, Scioneri présente une première version de la Fiat 1300 Coupé "Sportinia" dessinée par Giovanni Michelotti et produite par Scioneri. En 1965, l'entreprise présentera une version plus affinée sur la base de la Fiat 1500.
C'est ce type de carrosserie qui sera la signature typique de la société Scioneri pendant quasiment toute son activité. Les voitures sont essentiellement dérivées de modèles Fiat de série, particulièrement les gammes Fiat 1100-103 et Fiat 1200 en 1958, Fiat 1300/1500 en 1961, Fiat 600 en 1963, Fiat 850 berline et Spider en 1964, Fiat 124 et Fiat 125 en 1966-68. L'entreprise réalisa également quelques élaborations à partir des modèles Lancia Appia et Alfa Romeo Giulietta (1954) en 1959.
La dernière élaboration notable de l'entreprise Scioneri remonte à 1969. La société abandonna ensuite la construction de carrosseries spéciales pour se consacrer au réaménagement intérieur de modèles Fiat de série. La production des versions mieux équipées avec une finition très soignée et luxueuse de Fiat de série s'est poursuivie pendant plus de vingt ans. On peut citer parmi les principales versions, la Fiat Panda "Valentina", la Fiat 127 "Queen", la Fiat Uno et la Fiat Tipo.
Bien que la société ait toujours été le plus petit des grands carrossiers italiens, elle a su s'entourer et travailler avec de très grands noms comme Giovanni Michelotti qui fut le designer de nombreux modèles fabriqués par Scioneri comme les Fiat 600 Coupé et Spider, Fiat 850 Coupé et Spider, Fiat 1100-103/1200, Fiat 1300-1500 berline et coupé qui portent le logo Scioneri.
Les versions personnalisées de la Fiat Punto I, présentées en 1994, sont les dernières innovations Scioneri. En 1995, la mort du fondateur Antonio Scioneri, qui avait pris sa retraite dix ans auparavant, a affaibli l'entreprise dirigée par Renato Scioneri. La dernière présence de la société fut au Salon de l'automobile de Turin en 1996 avec une Fiat Tipo (1988), qui n'était plus en production. En fait, durant les dernières années d'activité, la société s'était repliée sur le commerce de voitures et de composants. La société arrêta définitivement son activité en 2005. Renato Scioneri décèdera peu après, en 2008.

## Liens extérieurs
- Histoire et photos